# Paracladopelma doris
Paracladopelma doris är en tvåvingeart som först beskrevs av Henry Keith Townes, Jr. 1945.  Paracladopelma doris ingår i släktet Paracladopelma och familjen fjädermyggor. Inga underarter finns listade i Catalogue of Life.